# 绢毛鹤虱
绢毛鹤虱（学名：Lappula sericata）为紫草科鹤虱属的植物。分布在俄罗斯以及中国大陆的新疆等地，生长于海拔2,100米的地区，常生长在干山坡上，目前尚未由人工引种栽培。